# موسى شعيب
موسى محمد علي شعيب شاعر ملتزم وسياسي من لبنان، ولد في بلدة الشرقية، قضاء النبطية في جنوب لبنان، في العام 1943. قيادي في حزب البعث العربي الاشتراكي، وحاز جائزتين في مجال الشعر من كلية الآداب في الجامعة اللبنانية في عامي 1965، و1967. استشهد في بيروت في العام 1980.

## نشأته
موسى شعيب من عائلة جنوبية شيعية عريقة، بدأ دراسته الابتدائية في مدرسة الشرقية الرسمية ثم في مدرسة الدوير الرسمية (وهي البلدة المجاورة لقريته). بعد ذلك انتقل إلى بيروت مع أخيه لمتابعة دراسته الثانوية في الكلية العاملية.
في العام 1963 اضطرته ظروفه المادية إلى التوقف عن متابعة الدراسة، وعمل مدرساً في مدرسة أنصار الابتدائية – قضاء النبطية. وفي العام 1964 وبعد نجاحه في شهادة «الموحدة السورية» انتسب إلى الجامعة اللبنانية في بيروت وانتقل ليدرس في متوسطة البسطة الرسمية ليكون على مقربة من الجامعة، فنال في العام 1968 إجازة (شهادة الليسانس) في الأدب العربي من كلية الآداب والعلوم الإنسانية. وحاز في العام 1979 شهادة الماجستير في الأدب العربي.
بين العام 1969 و1973 تنقل مدرسًا بين مدارس الجنوب والبقاع، حتى أبعد إلى ثانوية بشري وذلك بعد إحالته إلى المجلس التأديبي، ثم فصل من وظيفته كمدرس، نظراً لمواقفه الوطنية والقومية الشجاعة ومشاركته في إضرابات المعلمين والعمال ومزارعي التبغ.

## سيرته السياسية
انتسب موسى شعيب إلى صفوف حزب البعث العربي الاشتراكي عام 1963، ثم تدرّج في المراتب الحزبية ليصبح عضو القيادة القطرية لحزب البعث العربي الاشتراكي في لبنان، وأمين سرّ فرع الجنوب، وممثل الحزب بالمجلس السياسي للحركة الوطنية اللبنانية.
وقد كان قبل ذلك ناشطاً في مجالات اجتماعية وسياسية شتى كتأييده للقضية الفلسطينية ونضالات الجماهير العربية.
في العام 1971 وبعد تعرض مخيم النبطية لغارات وحشية من قبل إسرائيل، قاد تظاهرة تنديد بالسلطة، وانتهت بدخوله سجن الرمل.
في مطلع العام 1972 أعلن ترشيح نفسه للانتخابات النيابية، وقد نال منفرداً أكثر من ثلاثة آلاف ومائة صوت. وأعيد في العام 1974 ترشيحه للانتخابات النيابية الفرعية في قضاء النبطية.

## سيرته الأدبية

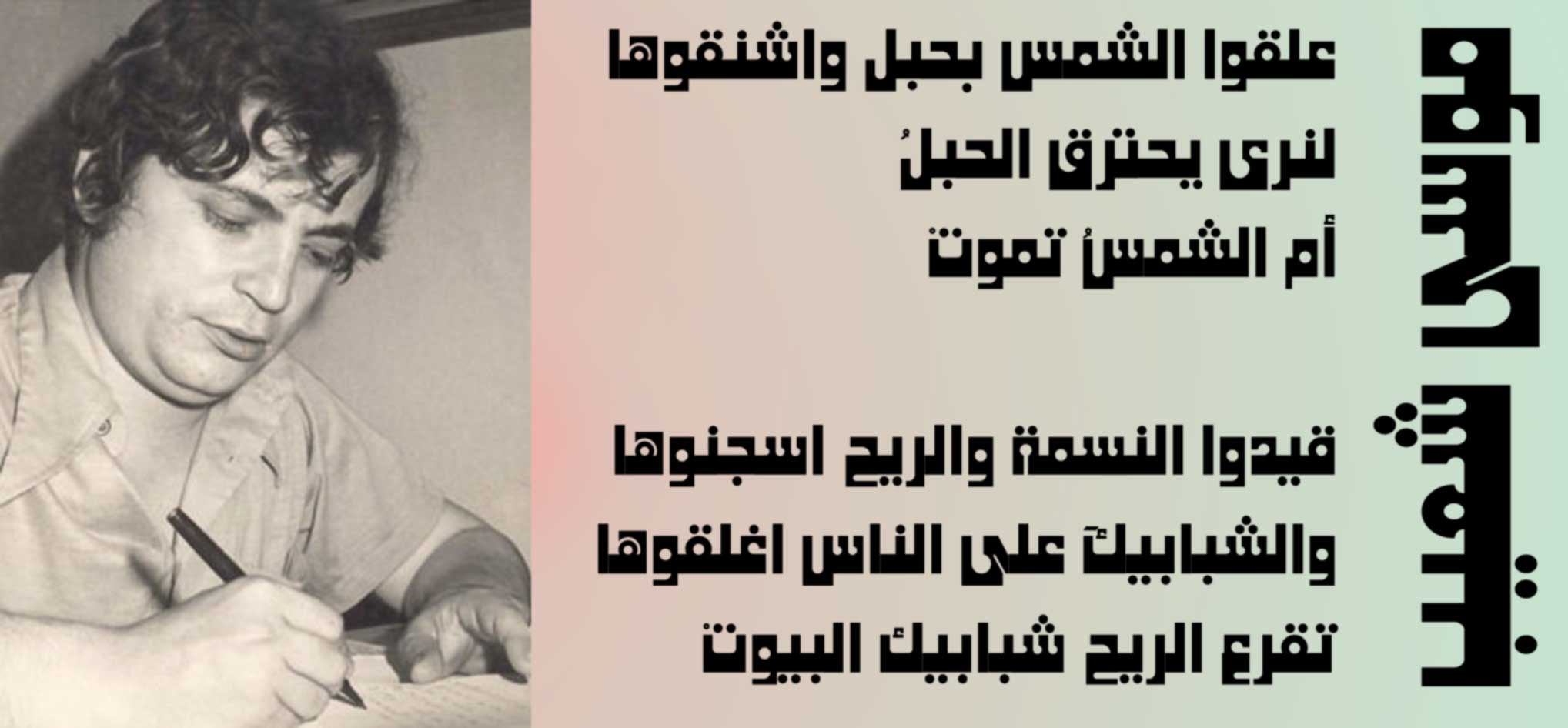
من شعره

بدأ كتابة الشعر صغيراً مع «الزجل»، ثم بدأ يبرز كشاعر وهو على مقاعد الدراسة في الجامعة اللبنانية، حيث احتفظ بالجائزة الأولى للشعر طيلة سنوات الدراسة. ساهم مع عدد من أدباء الجنوب بتأسيس المنتدى الأدبي الجنوبي. كان عضواً في اتحاد الكتاب اللبنانيين، وأدى دوراً مميزاً في الحفاظ على وحدته النقابية. كما كان عضواً مؤسساً للاتحاد العام للكتاب والصحفيين الفلسطينيين وكان عضواً في المجلس الثقافي للبنان الجنوبي.
يتسم «شعره بنزعة وطنية قومية، مؤمن بقضايا أمته التحررية، ومدافع عن حقها في العيش حرة كريمة. ينحاز للكادحين من العمال والفلاحين. ينبذ الطبقية. أما المرأة لديه فرمز للوطن، وتغزله فيها نشيد للساعين في طلب العزة من الشرفاء. يميل إلى استثمار الأحداث التاريخية بقصد تأملها، والتقاط ما تحويه من العبر، وله شعر في الرثاء. وتتسم لغته باليسر مع ميلها إلى البث المباشر، وخياله نشيط. كتب الشعر باتجاهيه: العمودي الذي يلتزم الوزن والقافية، والجديد الذي يتخذ من النظام السطري إطارًا له مع تمسكه بما توارث من الأبحر الخليلية في عملية البناء». وقد كتب في شعره غير عمل أكاديمي وبحثي.

### أعمال شعرية
لموسى شعيب مجموعة شعرية صدرت بعد وفاته لدى وزارة الثقافة والإعلام (دار الرشيد) في العراق في العام 1981. ووقع الديوان في 456 صفحة، ونشرت له مجلة القدس العديد من القصائد، منها: «لمن أكتب»، وله عدد من القصائد المخطوطة.
وقد أعادت عائلة الشهيد شعيب نشر مجموعته الشعرية في العام 2005، ووقعت في 381 صفحة، استهلت المجموعة بمقدمة بقلم الشهيد (ص 7)، وآراء الشهيد في الفن والشعر (ص 11)، وضمت المجموعة جميع نصوصه الشعرية التي كتبها خلال حياته، وتلك التي لم تنشر من قبل.
ومن أبرز نصوصه الشعرية:
- قصيدة هيفاء  وقد غنّى مقاطع منها الفنان مارسيل خليفة.
- قصيدة العائد وقد غنّت الفنانة أميمة الخليل مقاطع منها، وهي من ألحان مارسيل خليفة.
- قصيدة غزل الكادحين، ونالت جائزة الشعر الأولى في الجامعة اللبنانية في العام 1965.

- قصيدة أسرج خيولك، كتبها في العام 1978، وهي القصيدة التي تسببت باستشهاده. ومما جاء في مطلعها:
أسرج خيولك أن الروم تقتربُ          ووجه أمك قتال به العتبُ
أسرج خيولك كسرى عاد ثانية          وشهوةُ الملك في عينيه تلتهبُ
وفي الشآم خيول الغزو جامحة          تدوس قبلتك الأولى وتغتصبُ
أسرج خيولك فالصحراء ظامئة         لوابل من شِفار السيف ينسكبُ

أعد بسيفكِ للصحراء وثبتها             وهزّ بالنخل كي يسّاقط الرطبُ

### أعمال نثرية
لشعيب دراسة أدبية تقدّم بها لنيل شهادة دبلوم الدراسات العليا في قسم اللغة العربية في كلية الآداب والعلوم الإنسانية في الجامعة اللبنانية في العام 1979 وهي لا تزال مخطوطة.

## استشهاده
استشهد في بيروت صباح نهار الإثنين في 28 تموز 1980 ، بعد رفضه للطائفية وتمسكه بأيديولوجيته ومبادئه الوطنية والقومية ووقوفه إلى جانب العراق في حربه ضد إيران.

## وصلات خارجية
- موسى شعيب على موقع أرشيف الشارخ.
- صفحة خاصة بموسى شعيب على الفيسبوك  على فيسبوك.
- ترجمة موسى شعيب في معجم البابطين
- صفحة خاصة بموسى شعيب على الشبكة
- مختارات لخليل حاوي، كمال خير بك وموسى شعيب حين يُقتل الشعراء
- ذكرى الشهيد موسى شعيب كفر رمان - النبطية - حزب طليعة لبنان العربي الاشتراكي